# Шестнадцать тонн (клуб)
«Шестна́дцать Тонн» — московский музыкальный клуб, а также ресторан-паб с собственной пивоварней. Концертная площадка, специализирующаяся на выступлениях гитарных групп. Расположен на улице Пресненский Вал, дом 6, строение 1.

## История
В советский период в здании на Пресненском валу располагался ресторан грузинской кухни «Казбек», с середины 1980-х одна из первых московских пиццерий (на первом этаже).
Клуб открылся в апреле 1996 года и назван в честь песни «Sixteen Tons» американского композитора М. Трэвиса и исполнителя Т. Э. Форда. Эта песня звучит перед каждым концертом, проводимом в клубе. Английское название клуба — «16 Tons» пишется с одной буквой n, поскольку в тексте песни и названии имеется в виду не метрическая тонна (tonne), а так называемая короткая «американская» тонна (ton), вес которой составляет 907,2 кг.
Со дня основания работает собственная пивоварня, где готовились три, а ныне шесть сортов нефильтрованного пива.
Клуб известен презентациями новых артистов и концертными премьерами. В число артистов, первые московские концерты или презентации которых проходили в «Шестнадцати тоннах» входят Земфира (дебютный альбом и первое выступление в Москве, 8 мая 1999), Смысловые Галлюцинации (первое выступление в Mоскве, 11 сентября 1999), Сегодня ночью (первое выступление в Mоскве, 23 сентября 1999), 2H Company (первый концерт в Москве 17 июня 2004), Джамала (первое выступление в Москве, 23 октября 2013).

## Премия «Золотая Горгулья»
«Золотая Горгулья» — независимая музыкальная премия, вручение которой ежегодно проводится в день рождения клуба «Шестнадцать тонн» 30 октября.
«Золотая Горгулья» выражает особое мнение авторитетного клуба. Премия является способом выделить и поддержать талантливых артистов, а также обозначить главные тренды года в музыкальной индустрии.
Впервые статуэтки «Золотой Горгульи» были вручены в 1999 году. Несколько лет формат церемонии включал в себя показ видео-скетчей в стиле шоу «Monty Python», смешных и злободневных. Со времени она стала больше напоминает британскую «Top of the Pops» c большим количеством живых выступлений, необычными кавер-версиями и оригинальными номерами.
Её лауреатами становились: «Браво», «Мумий Тролль», «АукцЫон», «Танцы Минус», «Аквариум», «Сплин», «Би-2», SCSI-9, Tesla Boy, «Каста», Дельфин, Алексей Айги, Земфира и другие исполнители.
Премия вручается в нескольких номинациях. Среди них — «Легенда», «ВИА», «Хип-хоп исполнитель», «Электронный проект», «Открытие года», «Музыкальное СМИ», «Независимый музыкальный проект», «Экспериментальный проект», «Промоутер», «Арт-проект», «Сайд-проект», «DJ», «Электрик-соул» и «Танцевальный проект».